# Deo Nang Toï
 (juillet 2015).
- Si vous ne connaissez pas le sujet, laissez ce bandeau (vous pouvez alors contacter les auteurs).
- Si vous supprimez le contenu mis en cause (vous pouvez préalablement contacter les auteurs),

argumentez précisément cette suppression dans la page de discussion
(un manque de référence n'est pas un argument ; une recherche réelle de référence doit avoir été effectuée, être formellement documentée).
 (décembre 2014).
S.A. la princesse Deo Nang Toï, princesse feudataire de Taï, seigneur du Pays Taï était la fille ainée de S.A. le seigneur Deo Van Long elle fut Seigneur du Pays Taï à la mort de son père en 1975 et continua à diriger la communauté Taï d'environ un million d'âmes depuis la France jusqu'à sa mort en 2008.

## Filiation
S.A. la princesse Deo Nang Toï est la fille aînée de S.A. le prince feudataire Deo Van Long, seigneur du pays Taï et président de la fédération Taï.
Par son père, elle est la descendante de la branche aînée de la famille Deo, dirigeants du Pays Taï depuis le XVIIe siècle et princes feudataires de Chine depuis le VIIe siècle.

## Titulature

### Liste des titres
Il n’existe que trois titres dans la famille depuis le VIIe siècle : 
- Prince Feudataire du Guangdong et du Kouang Xi et seigneur du Pays Taï à partir du XVIIe siècle.
- Prince du Guangdong et du Kouang Xi et Prince de Taï à partir du XVIIe siècle.
- Grand préfet.

### Chronologie
- 1914 – Naissance : S.A. la princesse Deo Nang Toï, princesse de Taï
- 1975 – S.A. la princesse Deo Nang Toï, princesse feudataire de Taï, seigneur du Pays Taï

## Succession de Taï
Il n’existe pas de loi salique au pays Taï, par ailleurs la transmission des titres se fait au bon vouloir du souverain qui est une ancienne tradition chinoise  dite « au mérite ».
S.A. la princesse Deo Nang Toï fut désignée par son père S.A. Deo Van Long avant sa mort comme héritière du titre principal de seigneur du Pays Taï.
Elle régna de 1975 à 2008 mais en réalité ses fonctions officielles commencèrent dès les années 1960 est prirent progressivement de plus en plus d'importance jusqu'en 1975.

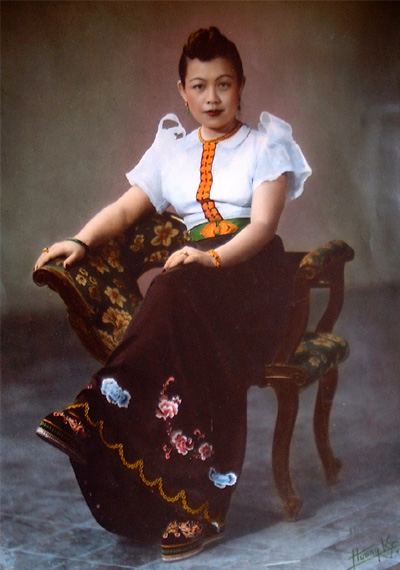
S.A. Deo Nang Toï en 1954

## Biographie
S.A. la princesse Deo Nang Toï, princesse feudataire de Taï, seigneur du Pays Taï fait partie de la branché ainée  de la Famille princière « La 剌 » (puis Deo)  successivement dirigeants des provinces chinoise du  Guangdong et du Kouang Xi du VIIe siècle au XVIIe siècle et dirigeant du Pays Taï du XVIIe siècle au XXe siècle
Reconnue par le peuple Taï soit environ un million d’âmes, elle dirigea jusqu'à 2008 la communauté depuis la France.

Elle joua  un rôle financier et de soutien particulièrement important dans l’aide aux réfugiés dits « boat-people» à travers diverses associations humanitaires.
Ces parrainages lui valurent d’être promue Chevalier de l’Ordre du Mérite National le 4 février 1995 décoration remise à Marseille par le Général d’armée (2s) Jean Biré et en présence du Gouverneur Militaire le Général de division Paul Parraud.

## Protocole
Le protocole royal entourant la princesse était très strict et d’un autre âge.
Même sa famille proche ne pouvait déroger dans l’intimité au protocole.

### Conversation
Il était d'une manière générale strictement interdit de s’adresser à Deo Nang Toï directement, y compris pour sa famille. 

La conversation était toujours à son initiative.
On s’adressait à elle en employant le terme « Votre altesse » puis « Madame ». Les langues parlées pouvaient être indifféremment : la langue taï, le vietnamien, le chinois, le français, le thaïs, le laotien, le cambodgien ou l’anglais.
Deo Nang Toï ne se déplaçait jamais sans sa dame de compagnie « Madame Tchoum » qui servait d’intermédiaire pour les questions courantes.
Une cour constamment présente entourait la princesse tous les jours de l’année.
Jusqu’en 1954 plus de 100 personnes étaient à son service privé, ce nombre s’est réduit ensuite au fur et à mesure des années.

### Salut selon les rangs des personnes
Famille aristocratique / personnalités politiques française/ militaire français :
le salut s’effectuait d’un mouvement de la tête pour les hommes ou d’une simple révérence pour les femmes.
Homme du peuple Taï :
Allongé face contre terre.
Relevé à l’initiative de la princesse.
La personne ne devait jamais regarder Deo Nang Toï,
Les conversations devaient toujours se tenir avec  sa tête un niveau en dessous de la sienne.

## Descendance

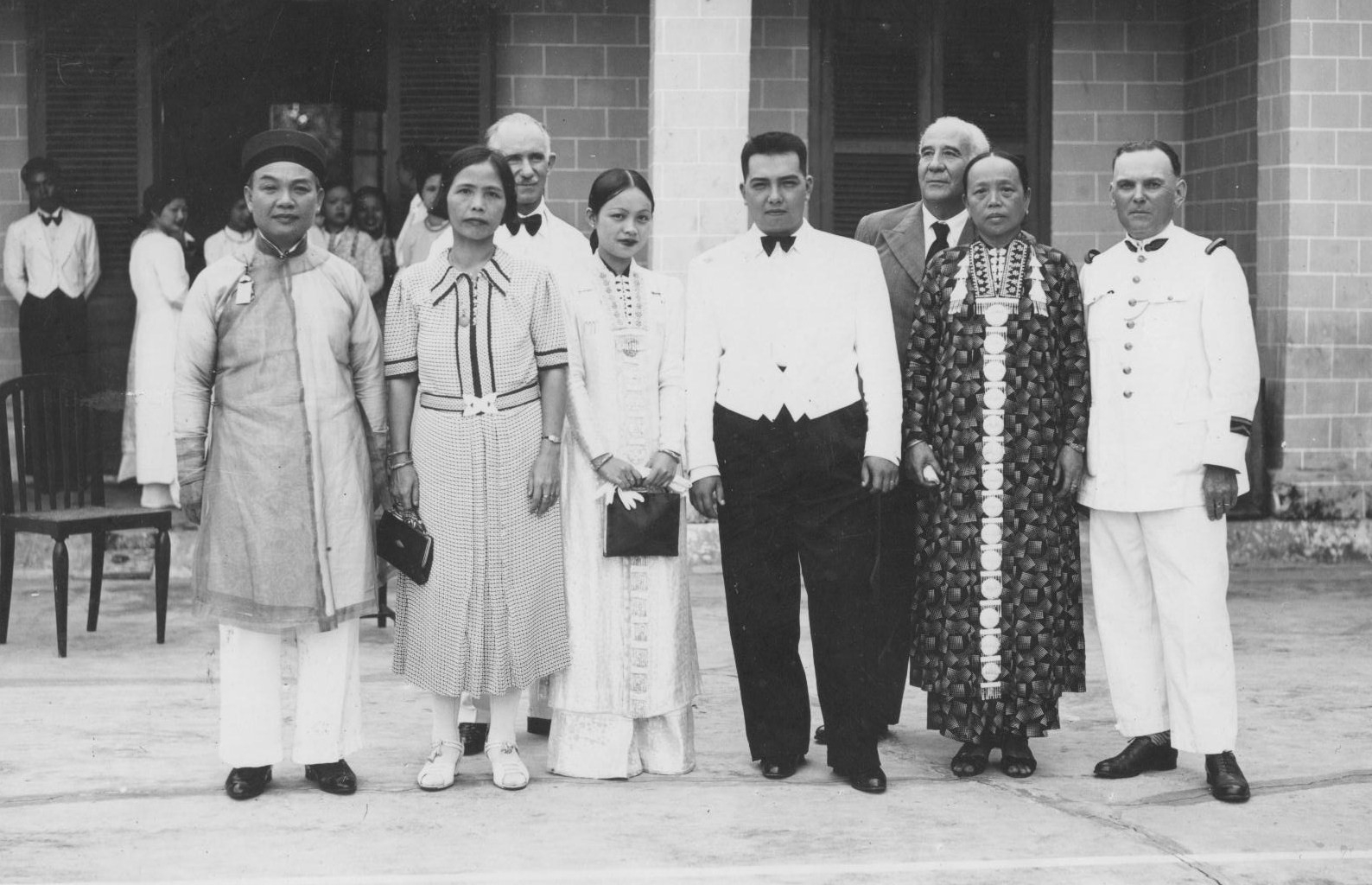
Photo de mariage de la princesse Deo Nang Toï (1940).

Mariée avec le Commandant Louis Bordier né au Tonkin le 10 novembre 1916 Diplômé de l’École Technique d’Outre-Mer du Havre (Ingénieur Agronome - École d'ingénieur d'agro-développement international) – Honorable correspondant pour l’Indochine et chef du Renseignement pour l’Indochine.
Ils eurent une seule et unique fille la princesse Nine Deo-Bordier.
Le couple adopta ensuite deux garçons : Jean Claude Cauteret et Jean Jacques Deo

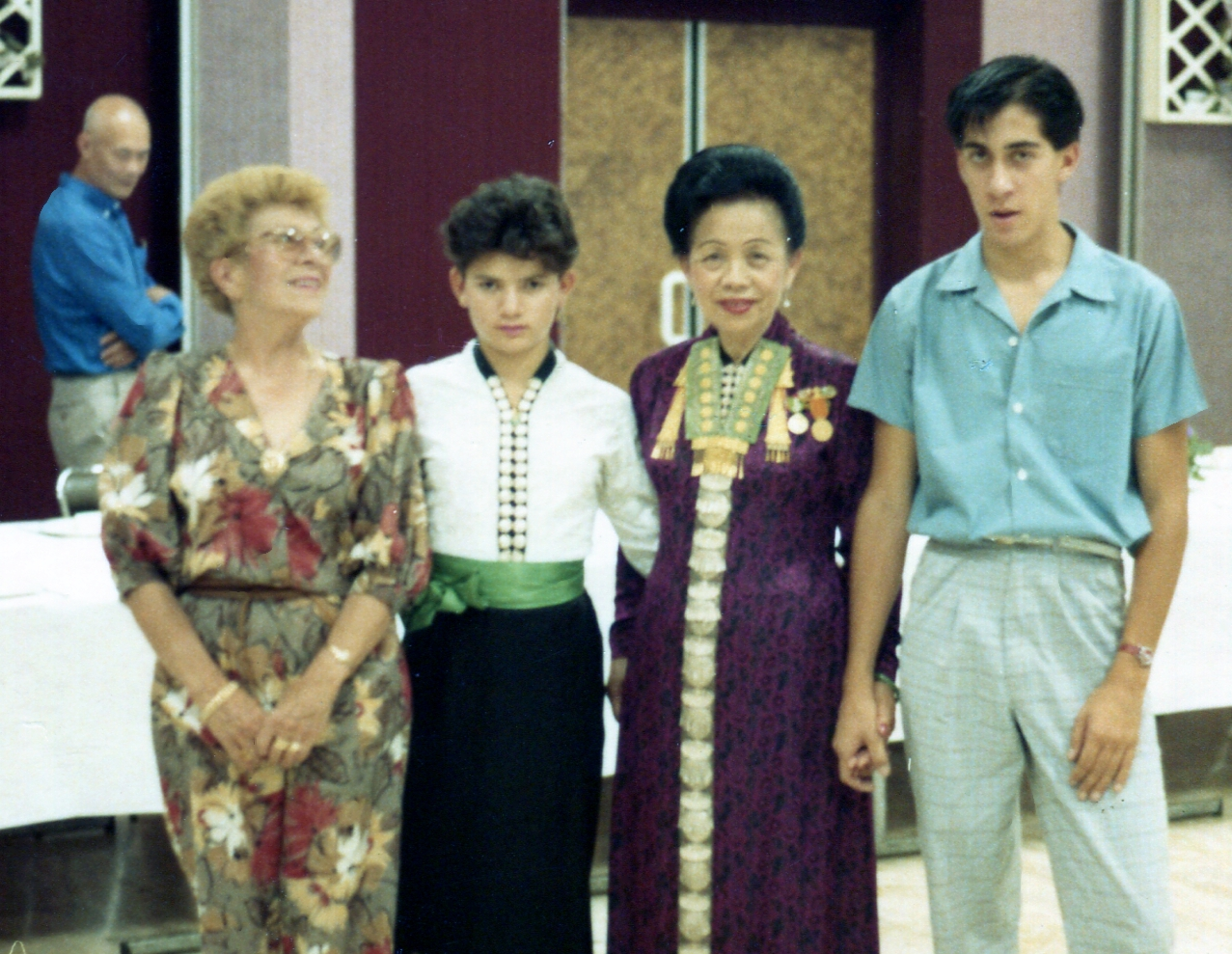
S.A. Deo Nang Toi entouré de ses petits-enfants, princesse Laetitia Lanqüe Garaud et le prince Gwenaël Louis Garaud (1984).

- DEO Nang Toi Seigneur du Pays Taï (1914–2008 - Empire d’Annam/France)
  - Deo-Bordier Nine
    - GARAUD Gwenaël Louis
    - GARAUD Laetitia Lanquë

- - Jean Claude Cauteret  Adopté en 2000 
  - Jean Jacques Deo  Adopté en 2000

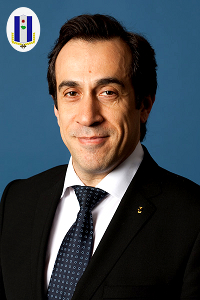
Le Prince Gwenael Louis GARAUD.

## Ascendance récente
- … depuis le VIIe siècle : Famille « La 剌 » Grands Préfets de l’Empire de Chine
  - Lo Camh Khong Grand Préfet de l’empire de Chine, Prince Feudataire du Guangdong et du Kouang Xi puis Seigneur du Pays Taï (XVIIe siècle - Chine)
    - DEO Kim Cat Seigneur du Pays Taï (XVIIIe siècle - Viêt Nam)
      - DEO Van Dinh
      - DEO Van Binh
      - DEO Van An Seigneur du Pays Taï (XVIIIe siècle - Viêt Nam)
        - DEO Van Sanh Seigneur du Pays Taï (XIXe siècle - Empire d’Annam)
          - DEO Van Phan  (- 1903) 
          - DEO Nang Dum
          - DEO Van Tri Seigneur du Pays Taï (1848 - 1908- Empire d’Annam)
            - DEO Van Man
            - DEO Nang Thiep
            - DEO Nang Mon
            - DEO Van Long Seigneur du Pays Taï, Président de la Fédération Taï (1887 – 1975 - Empire d’Annam)
              - DEO Nang Toi Seigneur du Pays Taï (1914 – 2008- Empire d’Annam/France)
              - DEO Van Tai  (1916 - 1954) 
              - DEO Van Phat   (1918 - 1952) 
              - DEO Nang Tsoi
              - DEO Nang Tsai  (1921 - 1995) 
              - DEO Van Dan"Un"  (1922 - 1954) 
              - DEO Nang In
              - DEO Nang Eng (1924 - 2006) 

          - DEO Nang Dong
          - DEO Van Chan  (- 1922) 
          - DEO Van Thao  (1853 - 1929) 
          - DEO Nang Chieu
          - DEO Van Bao (- 1907) 
          - DEO Van Huy  (- 1909) 
          - DEO Van Duong (- 1906) 
          - DEO, Nang Soi

## Armoiries royales

Étendard royal de la famille Deo

Il n'existe pas en Chine d'armoiries au sens européen du terme, cependant la famille Deo et ses descendants disposent d'un certain nombre d'attributs signant leurs fonctions.

La règle courante depuis deux millénaires est l'utilisation des sceaux privés et publics ainsi que l'utilisation de marques scindées en deux parties dont l'une est conservée par l'empereur (ces marques ont aujourd'hui disparu)

Le symbole floral de la princesse Deo Nang Toi est le lys blanc.

## Décorations
|  |  |  |

- Grand Croix de l’Ordre du Mérite civil Taï
- Chevalier de l’Ordre du Mérite militaire Taï
- Chevalier de l’Ordre National du Mérite